# Massengräber in Cerknica
Auf dem Gebiet der Gemeinde Cerknica wurden in mehreren Ortschaften Massengräber aus der Zeit des Zweiten Weltkriegs und danach gefunden.
Bisher wurden 11 Gräber dokumentiert.

## Massengräber in Ortschaften der Gemeinde

### Bezuljak
- Das Matevž-Schachtgrab (Grobišče Matevževo brezno) wurde nordwestlich von Bezuljak identifiziert.[1]

### Brezje
- Südöstlich von Brezje fand man ein Massengrab in einem Karstschaft am Abhang des Berges-Slivinica, das so genannte Kovač-Schachtgrab (Grobišče Kovačevo brezno oder Grobišče Kovačev brezen). Im Schacht wurden die Knochen einer unbekannten Anzahl von Opfern und eine Granate gefunden.[2]

### Dobec
Außerdem existieren zwei Massengräber in der Nähe von Dobec: 
- Das Massengrab im Mihec-Schacht (Grobišče Mihcovo brezno), auch bekannt als Grab im Matjaž-Schacht (Grobišče Matjaževo brezno), enthielt die Überreste von drei Einheimischen, die wegen ihrer Opposition gegen die jugoslawische Partisanenbewegung ermordet worden waren. Die örtlichen Dorfbewohner haben die Überreste vor Mai 1991 entfernt.[3][4]

- Das Massengrab im Vodišek-Schacht ist 20 Meter tief und hat seinen Eingang am Boden eines Erdlochs. Menschliche Überreste befinden sich auf zwei Regalen im Schacht und auf dem Schachtboden. Die Opfer waren Menschen aus umliegenden Dörfern, die überfallen und ermordet wurden.[5]

### Dolenja Vas
- In Dolenja Vas befindet sich das Schachtgrab im Balant-Tal (Grobišče Brezno v Balantovih dolinah). Es wurde bis zu einer Tiefe von 25 m untersucht. Die sterblichen Überreste der Opfer konnten keiner Nationalität zugeordnet werden.[6]